# Sopa de llullucha
La sopa de llullucha es un plato tradicional de la gastronomía boliviana, sobre todo en el departamento de Potosí, donde tiene variantes como el katuchupe.

El platillo es representativo del cultura local, tanto así que ha sido declarado parte del patrimonio cultural boliviano a través de diferentes normativas, entre ellas una Ley Nacional y una ley municipal.Con respecto a la Ley nacional, de 2014, la misma menciona en su primer artículo:
Se declara Patrimonio Nacional del Estado Plurinacional de Bolivia a la culinaria representativa del departamento de Potosí, consistente en la K’alapurka, el Ají de Achacana, la Sopa de Llulluch’a, la Misk’i Lawa, la Salteña Potosina y los Tamales Chicheños.

## Descripción

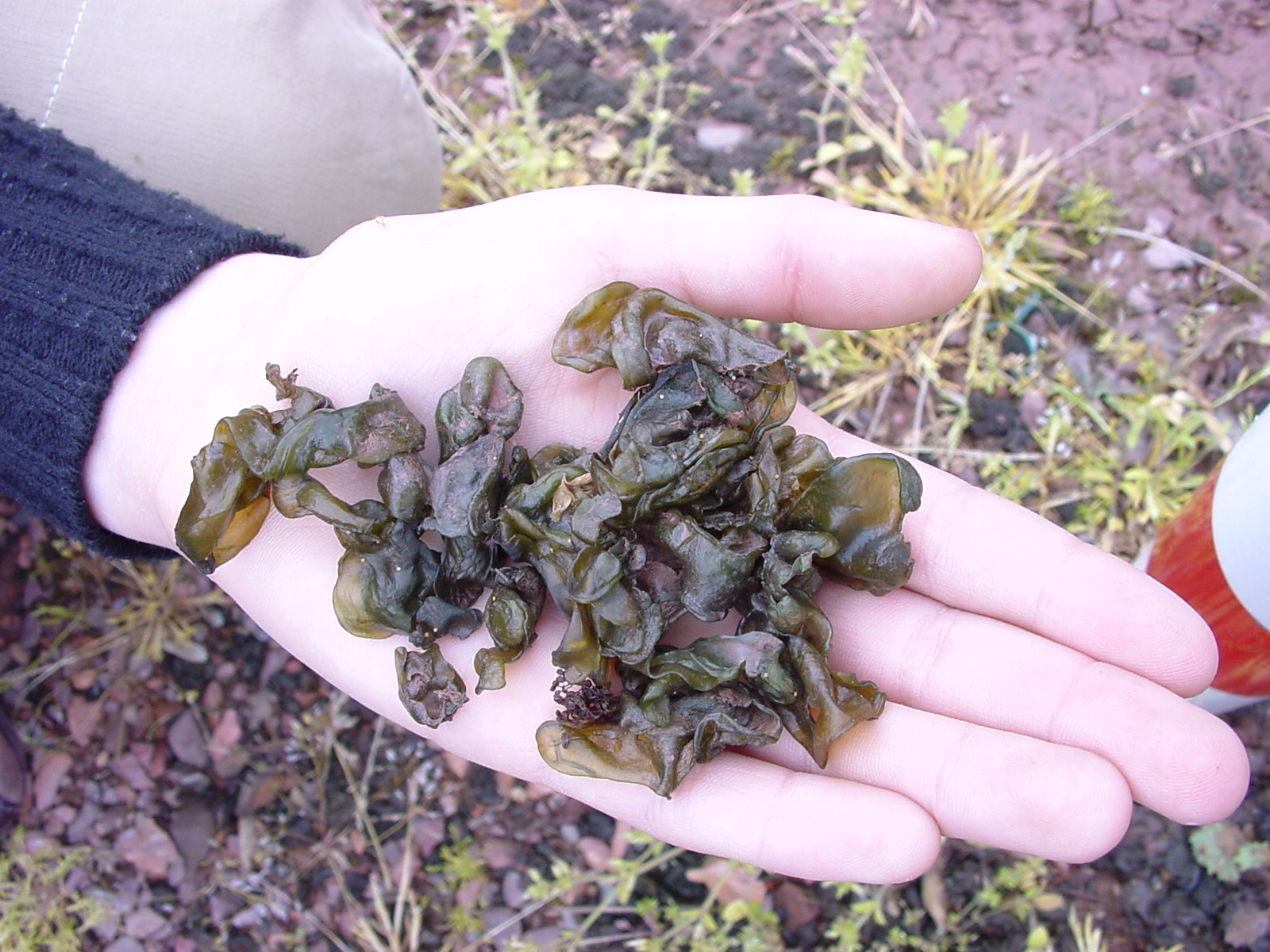
La especie Nostoc commune, utilizada en la preparación de la sopa de llullucha.

Es un chupe, o sopa sustanciosa, de carne de res o de cordero, con maíz, trigo y colonias de cianobacterias del género Nostoc, conocidas localmente como llullucha, algas habitualmente encontradas en bofedales. Entre las especies más consumidas se encuentran Nostoc commune y Nostoc sphaericum. Un estudio del 2014 sobre las llulluchas cita:

En nuestro país el consumo de algas está limitado a un reducido grupo de personas. Se utiliza Nostoc spp  (algas verdazulada o cianobacterias) conocida con el nombre de Llulluch’a para cocinar guisos, sopas, cazuelas y ajís; sobre todo en lugares donde habitan personas de escasos recursos económicos y de igual manera los que tienen conocimiento sobre este alga y sus propiedades curativas.

La sopa incluye carne, cebolla, zanahoria, maíz pelado, trigo pelado, ajo, ají y otros, existen variantes de la sopa según zonas y comunidades.

## Consumo
Existe la costumbre de preparar esta sopa para los dolientes que se amanecen en los velorios y generalmente es acompañada con una vena de ají para darle picor.